# Lo show dei record
Lo show dei record − włoski program rozrywkowy emitowany od 2006 roku.
Program przez 3 edycje prowadziła Barbara d’Urso. Edycję 2010 prowadziła Paola Perego. Edycję 2011 prowadził Gerry Scotti. Edycję 2012 prowadził Teo Mammucari.  

## Polska
W Polsce program był nadawany przez dwie stacje telewizyjne. Edycję 2008 transmitowała TV Puls pod tytułem Światowe Rekordy Guinnessa - Wydanie Specjalne. Prowadzącym był Krzysztof Cybiński. Edycje 2009-2011 emitowane były przez Polsat. Prowadzącym był Maciej Dowbor. Program nosił tytuł Światowe Rekordy Guinnessa, a odcinki ukazywały się z półrocznym opóźnieniem w soboty o 17.45. 

### 2009 (Polsat)
Prowadzącym został Maciej Dowbor. 
| Nr odcinka | Data premiery        | Goście specjalni                                            |
| ---------- | -------------------- | ----------------------------------------------------------- |
| 1          | 13 września 2009     | He PingPing, Victoria Silvstedt                             |
| 2          | 20 września 2009     | He PingPing, Bao Xishun                                     |
| 3          | 27 września 2009     | brak                                                        |
| 4          | 4 października 2009  | brak                                                        |
| 5          | 11 października 2009 | He PingPing, Bao Xishun, Mariusz Pudzianowski, Sophia Loren |
| 6          | 18 października 2009 | Filippo Inzaghi                                             |
| 7          | 25 października 2009 | brak                                                        |
| 8          | 8 listopada 2009     | Drag Queen                                                  |
| 9          | 15 listopada 2009    | Josefa Idem                                                 |
| 10         | 22 listopada 2009    | Jagna Marczułajtis, Stefano Terrazzino                      |

### Edycja 2 - 2010 (Polsat)
Prowadzącym tę edycję show był jak i w poprzednim roku Maciej Dowbor
| Nr odcinka | Data premiery        | Goście specjalni     |
| ---------- | -------------------- | -------------------- |
| 1          | 18 września 2010     | Paola Perego         |
| 2          | 25 września 2010     | Rocco Pietrantonio   |
| 3          | 9 października 2010  | brak                 |
| 4          | 16 października 2010 | brak                 |
| 5          | 23 października 2010 | brak                 |
| 6          | 30 października 2010 | Harlem Globetrotters |
| 7          | 13 listopada 2010    | Mario Cipollini      |
| 8          | 20 listopada 2010    | brak                 |
| 9          | 27 listopada 2010    | brak                 |
| 10         | 4 grudnia 2010       | Micol Ronchi         |
| 11         | 11 grudnia 2010      | Sarah Nile           |
| 12         | 18 grudnia 2010      | Veronica Ciardi      |

## Włochy

### Edycja 0
Edycję prowadziła para prezenterów -  Barbara d’Urso i Raul Cremona. Studio znajdowało się w Mediolanie. We Włoszech ta edycja uznana jest za pilotażową do serii Lo Show dei Record.
| Nr odcinka | Data premiery   | Stacja telewizyjna | Goście specjalni |
| ---------- | --------------- | ------------------ | ---------------- |
| 1          | 7 stycznia 2006 | Canale 5           | brak             |

| Nr odcinka | Data emisji     | Stacja telewizyjna | Goście specjalni |
| ---------- | --------------- | ------------------ | ---------------- |
| 1          | 3 stycznia 2008 | Canale 5           | brak             |
| 1          | 24 lipca 2011   | Canale 5           | brak             |

### Edycja 1
Edycję prowadziła Barbara d’Urso. Studio znajdowało się w Madrycie. Począwszy od tej edycji producentem jest Europroduzione. 
| Nr odcinka | Data premiery    | Liczba widzów | Stacja telewizyjna | Goście specjalni                           |
| ---------- | ---------------- | ------------- | ------------------ | ------------------------------------------ |
| 1          | 27 marca 2008    | 6 120 000     | Canale 5           | Gérard Depardieu                           |
| 2          | 3 kwietnia 2008  | 7 529 000     | Canale 5           | Joaquin Cortes, Anna Falchi, Fichi d'India |
| 3          | 10 kwietnia 2008 | 6 619 000     | Canale 5           | Katia e Valeria, Raz Degan, Kasia Smutniak |

| Nr odcinka | Data emisji      | Liczba widzów | Stacja telewizyjna | Goście specjalni                           |
| ---------- | ---------------- | ------------- | ------------------ | ------------------------------------------ |
| 1          | 31 lipca 2011    | ?             | Canale 5           | Gérard Depardieu                           |
| 2          | 7 sierpnia 2011  | ?             | Canale 5           | Joaquin Cortes, Anna Falchi, Fichi d'India |
| 3          | 14 sierpnia 2011 | ?             | Canale 5           | Katia e Valeria, Raz Degan, Kasia Smutniak |

### Edycja 2
Edycję poprowadziła Barbara d’Urso. Studio (największe w Europie) znajdowało się w Brugherio, nieopodal Mediolanu. W tej edycji wystąpiło najwięcej rekordzistów i jest najbardziej znana w serwisach wideo.
| Nr odcinka | Data premiery    | Liczba widzów | Stacja telewizyjna | Goście specjalni                                                                       |
| ---------- | ---------------- | ------------- | ------------------ | -------------------------------------------------------------------------------------- |
| 1          | 30 kwietnia 2009 | 6 132 000     | Canale 5           | Filippo Inzaghi, Fichi d'India                                                         |
| 2          | 7 maja 2009      | 6 561 000     | Canale 5           | Victoria Silvstedt, Fichi d'India, Josefa Idem                                         |
| 3          | 14 maja 2009     | 5 810 000     | Canale 5           | Massimo Boldi, Tania Cagnotto, Alessandro Politi, Micol Ronchi                         |
| 4          | 21 maja 2009     | 5 804 000     | Canale 5           | Sophia Loren, Platinette, Roberto Cammarelle, Giulia Quintavalle, Saverio Moschillo    |
| 5          | 28 maja 2009     | 5 830 000     | Canale 5           | Belen Rodriguez, Valentina Vezzali, Ciro Ferrara, Enzo Paolo Turchi, Alessandro Politi |

| Nr odcinka                 | Data emisji     | Liczba widzów | Stacja telewizyjna | Goście specjalni                                                                       |
| -------------------------- | --------------- | ------------- | ------------------ | -------------------------------------------------------------------------------------- |
| 1                          | 12 czerwca 2011 | ?             | Canale 5           | Filippo Inzaghi, Fichi d'India                                                         |
| 2                          | 19 czerwca 2011 | ?             | Canale 5           | Victoria Silvstedt, Fichi d'India, Josefa Idem                                         |
| 3                          | 26 czerwca 2011 | ?             | Canale 5           | Massimo Boldi, Tania Cagnotto, Alessandro Politi, Micol Ronchi                         |
| 4                          | 3 lipca 2011    | ?             | Canale 5           | Sophia Loren, Platinette, Roberto Cammarelle, Giulia Quintavalle, Saverio Moschillo    |
| 5                          | 10 lipca 2011   | ?             | Canale 5           | Belen Rodriguez, Valentina Vezzali, Ciro Ferrara, Enzo Paolo Turchi, Alessandro Politi |
| Top 40 - odcinek specjalny | 17 lipca 2011   | ?             | Canale 5           | Filippo Inzaghi, Josefa Idem, Massimo Boldi, Belen Rodriguez, Ciro Ferrara             |

### Edycja 3
Edycję poprowadziła Paola Perego. Studio znajdowało w Rzymie. Ta edycja miała najniższą oglądalność. 
| Nr odcinka | Data premiery    | Liczba widzów | Stacja telewizyjna | Goście specjalni                         |
| ---------- | ---------------- | ------------- | ------------------ | ---------------------------------------- |
| 1          | 27 marca 2010    | 3 632 000     | Canale 5           | Mario Cipollini                          |
| 2          | 3 kwietnia 2010  | 3 263 000     | Canale 5           | Claudio Amendola                         |
| 3          | 10 kwietnia 2010 | 3 864 000     | Canale 5           | Paolo Bonolis, Sarah Nile                |
| 4          | 17 kwietnia 2010 | 3 817 000     | Canale 5           | Giorgio Pasotti, Igor Cassina            |
| 5          | 24 kwietnia 2010 | 3 773 000     | Canale 5           | Flavio Cannone, Veronica Ciardi          |
| 6          | 1 maja 2010      | 3 566 000     | Canale 5           | Federica Pellegrini, Christian Recalcati |
| 7          | 8 maja 2010      | 3 745 000     | Canale 5           | He Pingping, Christian Recalcati         |

### Edycja 4
| Nr odcinka                             | Data premiery    | Liczba widzów | Stacja telewizyjna | Goście specjalni                                                             |
| -------------------------------------- | ---------------- | ------------- | ------------------ | ---------------------------------------------------------------------------- |
| 1                                      | 17 marca 2011    | 6 122 000     | Canale 5           | Jyoti Amge                                                                   |
| 2                                      | 24 marca 2011    | 5 126 000     | Canale 5           | Jyoti Amge                                                                   |
| 3                                      | 31 marca 2011    | 5 820 000     | Canale 5           | Jyoti Amge                                                                   |
| 4                                      | 7 kwietnia 2011  | 5 430 000     | Canale 5           | Jyoti Amge, Manuel Eribe                                                     |
| 5                                      | 14 kwietnia 2011 | 5 319 000     | Canale 5           | Jyoti Amge, Rosemary Jacobs, Arline Gilliam, Vivian Wheeler                  |
| 6                                      | 21 kwietnia 2011 | 5 254 000     | Canale 5           | Jyoti Amge, Franklin Lobos, Jorge Galleguillos, Omar Reygadas, Juan Illianes |
| 7                                      | 28 kwietnia 2011 | 5 803 000     | Canale 5           | Jyoti Amge                                                                   |
| 8                                      | 5 maja 2011      | 5 427 000     | Canale 5           | Jyoti Amge, Cathie Jung, Norma Stitz, Rico the Zombie Boy                    |
| 3..2..1... RECORD! - odcinek specjalny | 4 września 2011  | ?             | Canale 5           | brak danych                                                                  |

Program prowadził Gerry Scotti.
Program zrealizowano w studiu Mediaset w Cologno Monzese. Nagrano 8 odcinków programu. Muzyką przewodnią edycji jest The Time zespołu Black Eyed Peas. Kiedy rekordy są zbyt ekstremalne, aby je zrealizować w studiu prowadzący przenosi się na dziedziniec Mediaset lub gdy miejsce jest daleko łączy się przez ekran multimedialny. Sędziowie GWR tej edycji to Marco Frigatti i Lorenzo Veltri.

### Edycja 5
Edycję poprowadziła Teo Mammucari.